# Bacteroides
Não confundir o gênero "Bacteríoides" com o tipo morfológico de bactérias fixadoras de N (rizóbios) chamado "bacteroide".
Bacteroides é um género de bactérias gram-negativas, com a forma de bacilo. As espécies de Bacteroides não formam esporas, são anaeróbicas, e existem espécies móveis e imóveis. A composição de bases do seu ADN tem um conteúdo GC de 40-48%. Bacteroides possui esfingolípidos nas suas membranas, algo inusitado nas bactérias. Também contêm ácido meso-diaminopimélico na camada de peptidoglicano da sua parede celular.
As espécies de Bacteroides são normalmente mutualistas, e constituem a parte principal da flora intestinal dos mamíferos, onde desempenham um papel fundamental no processamento de moléculas complexas noutras mais simples no intestino do hóspede. Nas fezes humanas foi descrita uma quantidade de 1010-1011 células por grama. Embora possam utilizar açucares simples quando os têm, as principais fontes de energia para o género Bacteroides no intestino são os glicanos (polissacáridos) complexos derivados do hóspede ou de plantas. Determinados estudos indicam que a dieta seguida a longo prazo está muito associado à composição da microbiota intestinal, pelo que os que comem muitas proteínas e gorduras animais têm predominantemente Bacteroides, enquanto que nos que consomem mais carboidratos predominam as Prevotella.
Uma das espécies do género clinicamente mais importantes é o Bacteroides fragilis.
O Bacteroides melaninogenicus foi reclassificado recentemente e dividido em Prevotella melaninogenica e Prevotella intermedia.

## Patogénese
As espécies de Bacteroides também beneficiam os seus hóspedes ao impedirem que patogénicos potenciais colonizem o intestino. Algumas espécies (B. fragilis, por exemplo) são patógenos humanos oportunistas, que causam infecções na cavidade peritoneal,  em casos de cirurgia gastrointestinal, e apendicite por meio da formação de abcessos, inibindo a fagocitose, e inactivando os antibióticos β-lactámicos. Embora as espécies de Bacteroides sejam anaeróbicas, são aerotolerantes e assim podem sobreviver na cavidade abdominal.
Geralmente, os Bacteroides são resistentes a uma ampla gama de antibióticos β-lactámicos, aminoglicósidos, e recentemente muitas espécies adquiriam resistência à eritromicina e à tetraciclina. Este alto nível de resistência a antibióticos é uma preocupação cada vez mais acentuada, porque os Bacteroides pode converter-se num reservatório de genes resistentes para outras cepas bacterianas muito mais patogénicas.

## Aplicações microbiológicas
Foi sugerido o uso de Bacteroides como um indicador fecal alternativo aos coliformes, porque constitui uma significativa porção da povoação fecal bacteriana, tem um alto grau de especificidade de hóspede, reflecte as diferenças do sistema digestivo do animal hóspede, e tem um potencial de crescimento pequeno para crescer no ambiente exterior. Foram utilizados os métodos da reacção em cadeia da polimerase em tempo real (qPCR) para detectar a presença de vários micróbios patógenos amplificando as suas sequências de ADN específicas em amostras ambientais sem cultivar as bactérias. Um destes estudos mediu a quantidade de Bacteroides utilizando a qPCR para quantificar os marcadores genéticos de ARNr de 16S específicos do hóspede. Esta técnica permite fazer quantificações de marcadores genéticos que são específicos do hóspede da bactéria e permite a detecção de contaminações recentes. Num estudo recente constatou-se que a temperatura represente um papel muito importante na quantidade de tempo que esta bactéria persiste no ambiente, e que a sua longevidade aumentava com as temperaturas frias (0-4 °C).